# Coppa panamericana femminile under 20 di pallavolo 2011
La Coppa panamericana femminile under 20 di pallavolo 2011, 1ª edizione dell'omonima competizione femminile di pallavolo, si è svolta dal 16 al 21 giugno 2011 ad Lima, in Perù: al torneo hanno partecipato sette squadre nazionali under 20 nordamericane e sudamericane e la vittoria finale è andata per la prima volta al Perù.

## Impianti
|                                                                       |  |  |
|                                                                       |  |  |
| Coliseo Miguel Grau Città: Lima Capienza: 2 400 Anno d'apertura: 1996 |  |  |

## Regolamento

### Formula
Le squadre hanno disputato una prima fase a gironi con formula del girone all'italiana; al termine della prima fase:
- Le prime tre classificate di ogni girone hanno acceduto alla fase finale per il primo posto, strutturata in quarti di finale, a cui hanno partecipato solo le seconde e le terze classificate, semifinali, finale per il quinto posto, finale per il terzo posto e finale.

### Criteri di classifica
Se il risultato finale è stato di 3-0 sono stati assegnati 3 punti alla squadra vincente e 0 a quella sconfitta, se il risultato finale è stato di 3-1 sono stati assegnati 3 punti alla squadra vincente e 1 a quella sconfitta, se il risultato finale è stato di 3-2 sono stati assegnati 2 punti alla squadra vincente e 1 a quella sconfitta.
L'ordine del posizionamento in classifica è stato definito in base a:
- Numero di partite vinte;
- Punti;
- Ratio dei set vinti/persi;
- Ratio dei punti realizzati/subiti;
- Risultati degli scontri diretti.

## Squadre partecipanti
| Squadra         | Qualificazione      | Ultima partecipazione |
| --------------- | ------------------- | --------------------- |
| Argentina       | -                   | Debutto               |
| Costa Rica      | -                   | Debutto               |
| Cuba            | -                   | Debutto               |
| El Salvador     | -                   | Debutto               |
| Messico         | -                   | Debutto               |
| Perù            | Paese organizzatore | Debutto               |
| Rep. Dominicana | -                   | Debutto               |
| Venezuela       | -                   | Debutto               |

## Torneo

### Fase a gironi
| Girone A    | Girone B        |
| ----------- | --------------- |
| El Salvador | Costa Rica      |
| Messico     | Cuba            |
| Perù        | Rep. Dominicana |
| Venezuela   | -               |

#### Girone A

##### Risultati
| 16 giugno 2011 Coliseo Miguel Grau, Lima Durata: 1h:16 - Spettatori: 200   | Messico   | 3 - 0 | Venezuela   | 25-17, 26-24, 25-23 |
| 16 giugno 2011 Coliseo Miguel Grau, Lima Durata: 0h:54 - Spettatori: 2 500 | Perù      | 3 - 0 | El Salvador | 25-8, 25-7, 25-12   |
| 17 giugno 2011 Coliseo Miguel Grau, Lima Durata: 0h:55 - Spettatori: 500   | Messico   | 3 - 0 | El Salvador | 25-13, 25-8, 25-11  |
| 17 giugno 2011 Coliseo Miguel Grau, Lima Durata: 1h:15 - Spettatori: 900   | Perù      | 3 - 0 | Venezuela   | 25-23, 25-21, 25-18 |
| 18 giugno 2011 Coliseo Miguel Grau, Lima Durata: 1h:02 - Spettatori: 600   | Venezuela | 3 - 0 | El Salvador | 25-11, 25-19, 25-13 |
| 18 giugno 2011 Coliseo Miguel Grau, Lima Durata: 1h:09 - Spettatori: 2 500 | Messico   | 0 - 3 | Perù        | 15-25, 19-25, 20-25 |

##### Classifica
| Pos | Squadra     | Pt | G | V | P | SV | SP | Ratio | PF  | PS  | Ratio |
| --- | ----------- | -- | - | - | - | -- | -- | ----- | --- | --- | ----- |
| 1   | Perù        | 9  | 3 | 3 | 0 | 9  | 0  | MAX   | 225 | 143 | 1,573 |
| 2   | Messico     | 6  | 3 | 2 | 1 | 6  | 3  | 2,000 | 205 | 171 | 1,199 |
| 3   | Venezuela   | 3  | 3 | 1 | 2 | 3  | 6  | 0,500 | 201 | 194 | 1,036 |
| 4   | El Salvador | 0  | 3 | 0 | 3 | 0  | 9  | 0,000 | 102 | 225 | 0,453 |

#### Girone B

##### Risultati
| 16 giugno 2011 Coliseo Miguel Grau, Lima Durata: 1h:13 - Spettatori: 500 | Rep. Dominicana | 3 - 0 | Cuba       | 25-22, 25-23, 25-22 |
| 17 giugno 2011 Coliseo Miguel Grau, Lima Durata: 1h:09 - Spettatori: 200 | Rep. Dominicana | 3 - 0 | Costa Rica | 25-15, 25-10, 25-16 |
| 18 giugno 2011 Coliseo Miguel Grau, Lima Durata: 1h:09 - Spettatori: 500 | Cuba            | 3 - 0 | Costa Rica | 25-17, 25-17, 25-17 |

##### Classifica
| Pos | Squadra         | Pt | G | V | P | SV | SP | Ratio | PF  | PS  | Ratio |
| --- | --------------- | -- | - | - | - | -- | -- | ----- | --- | --- | ----- |
| 1   | Rep. Dominicana | 6  | 2 | 2 | 0 | 6  | 0  | MAX   | 150 | 108 | 1,389 |
| 2   | Cuba            | 3  | 2 | 1 | 1 | 3  | 3  | 1,000 | 142 | 126 | 1,127 |
| 3   | Costa Rica      | 0  | 2 | 0 | 2 | 0  | 6  | 0,000 | 92  | 150 | 0,613 |

### Fase finale
|  | Quarti | Quarti     | Quarti |  |  | Semifinali | Semifinali      | Semifinali |  |                 | Finale          | Finale          | Finale |
|  |        |            |        |  |  |            |                 |            |  |                 |                 |                 |        |
|  |        |            |        |  |  | 1A         | Perù            | 3          |  |                 |                 |                 |        |
|  |        |            |        |  |  | 1A         | Perù            | 3          |  |                 |                 |                 |        |
|  |        |            |        |  |  | 2B         | Cuba            | 1          |  |                 |                 |                 |        |
|  | 2B     | Cuba       | 3      |  |  | 2B         | Cuba            | 1          |  |                 |                 |                 |        |
|  | 2B     | Cuba       | 3      |  |  |            |                 |            |  |                 |                 |                 |        |
|  | 3A     | Venezuela  | 2      |  |  |            |                 |            |  |                 |                 |                 |        |
|  | 3A     | Venezuela  | 2      |  |  |            |                 |            |  | 1A              | Perù            | 3               |        |
|  |        |            |        |  |  |            |                 |            |  | 1A              | Perù            | 3               |        |
|  |        |            |        |  |  |            |                 |            |  |                 | 1B              | Rep. Dominicana | 1      |
|  |        |            |        |  |  |            |                 |            |  |                 | 1B              | Rep. Dominicana | 1      |
|  |        |            |        |  |  |            |                 |            |  |                 |                 |                 |        |
|  |        |            |        |  |  |            |                 |            |  |                 |                 |                 |        |
|  |        |            |        |  |  | 1B         | Rep. Dominicana | 3          |  | Finale 3° posto | Finale 3° posto | Finale 3° posto |        |
|  |        |            |        |  |  | 1B         | Rep. Dominicana | 3          |  |                 |                 |                 |        |
|  |        |            |        |  |  | 2A         | Messico         | 0          |  |                 | 2B              | Cuba            | 3      |
|  | 2A     | Messico    | 3      |  |  |            | Messico         | 0          |  |                 | 2B              | Cuba            | 3      |
|  | 2A     | Messico    | 3      |  |  |            |                 |            |  | 2A              | Messico         | 1               |        |
|  | 3B     | Costa Rica | 0      |  |  |            |                 |            |  |                 | Messico         | 1               |        |
|  | 3B     | Costa Rica | 0      |  |  |            |                 |            |  |                 |                 |                 |        |

#### Quarti di finale
| 19 giugno 2011 Coliseo Miguel Grau, Lima Durata: ? - Spettatori: 1 000     | Venezuela | 2 - 3 | Cuba       | 25-18, 22-25, 22-25, 25-17, 9-15 |
| 19 giugno 2011 Coliseo Miguel Grau, Lima Durata: 1h:16 - Spettatori: 1 500 | Messico   | 3 - 0 | Costa Rica | 25-19, 25-15, 25-18              |

#### Semifinali
| 20 giugno 2011 Coliseo Miguel Grau, Lima Durata: 1h:07 - Spettatori: 500   | Rep. Dominicana | 3 - 0 | Messico | 25-11, 25-17, 25-16       |
| 20 giugno 2011 Coliseo Miguel Grau, Lima Durata: 1h:25 - Spettatori: 2 500 | Perù            | 3 - 1 | Cuba    | 21-25, 25-8, 25-22, 25-15 |

#### Finale 5º posto
| 20 giugno 2011 Coliseo Miguel Grau, Lima Durata: 1h:07 - Spettatori: 1 500 | Venezuela | 3 - 0 | Costa Rica | 25-16, 25-19, 25-15 |

#### Finale 3º posto
| 21 giugno 2011 Coliseo Miguel Grau, Lima Durata: 1h:36 - Spettatori: 850 | Messico | 1 - 3 | Cuba | 20-25, 18-25, 25-17, 23-25 |

#### Finale
| 21 giugno 2011 Coliseo Miguel Grau, Lima Durata: 1h:43 - Spettatori: 3 000 | Rep. Dominicana | 1 - 3 | Perù | 25-18, 27-29, 20-25, 17-25 |

## Classifica finale
| Pos     | Squadra         | Rosa |
| ------- | --------------- | --- |
| Oro     | Perù            | Formazione: 2 Uribe, 3 Herrada, 5 Baella, 6 Muñoz, 7 Sosa, 8 Olemar, 9 Camet, 10 López, 11 Yllescas, 13 Carranza, 14 Gonzales, 16 Acosta, CT: Málaga        |
| Argento | Rep. Dominicana | Formazione: 1 Fersola, 3 Heredia, 5 Fernández, 6 Binet, 7 de la Cruz, 8 Martínez, 9 Moreno, 10 Ramírez, 11 Peña, 12 Reyes, 15 Arias, 18 Nuñez, CT: Pacheco  |
| Bronzo  | Cuba            | Formazione: 1 Rodríguez, 2 Gracia, 4 Hernández, 5 Robles, 7 Wilson, 9 Mendaro, 10 Pagés, 11 Cardona, 14 Matienzo, 18 Valdés, CT: Robinson                   |
| 4       | Messico         | Formazione: 1 Sainz, 2 Hernández, 3 Nieto, 4 Celedón, 6 Bricio, 7 Solís, 8 Isiordia, 9 Castro, 10 Zazueta, 11 A. García, 12 Chávez, 16 Urías, CT: V. García |
| 5       | Venezuela       | Formazione: 1 Váldez, 2 Mejías, 3 Franchesco, 4 Tovar, 6 Bidean, 7 Acosta, 8 Durán, 9 Manoche, 10 Aguilar, 11 Carrillo, 12 Gómez, 14 García, CT: Rojas      |
| 6       | Costa Rica      | Formazione: 1 Campos, 2 Amador, 3 Murillo, 4 Sibaja, 7 Picado, 8 Arce, 10 Alas, 11 Jiménez, 15 Araya, 16 Hines, 17 González, 18 Conejo, CT: Godínez         |
| 7       | El Salvador     | Formazione: 1 Melara, 3 Reyes, 4 Vásquez, 5 Manzur, 6 G. Soriano, 7 González, 8 Galeano, 9 Avilés, 10 Pozas, 12 Flores, 15 Vargas, 16 D. Soriano, CT: León  |

## Premi individuali
| Premio                 | Nome            | Squadra         |
| ---------------------- | --------------- | --------------- |
| MVP                    | Brenda Uribe    | Perù            |
| Miglior realizzatrice  | Samantha Bricio | Messico         |
| Miglior attaccante     | Brenda Uribe    | Perù            |
| Miglior muro           | Cándida Arias   | Rep. Dominicana |
| Miglior servizio       | Alexandra Muñoz | Perù            |
| Miglior palleggiatrice | Alexandra Muñoz | Perù            |
| Miglior ricevitrice    | María Acosta    | Perù            |
| Miglior difesa         | Génesis Durán   | Venezuela       |
| Miglior libero         | Génesis Durán   | Venezuela       |